# Oisseau-le-Petit
Oisseau-le-Petit is een gemeente in het Franse departement Sarthe (regio Pays de la Loire) en telt 672 inwoners (2005). De plaats maakt deel uit van het arrondissement Mamers.

## Geografie
De oppervlakte van Oisseau-le-Petit bedraagt 8,5 km², de bevolkingsdichtheid is 79,1 inwoners per km².
De onderstaande kaart toont de ligging van Oisseau-le-Petit met de belangrijkste infrastructuur en aangrenzende gemeenten.

## Demografie
Onderstaande figuur toont het verloop van het inwonertal (bron: INSEE-tellingen).